# 덴마크의 여자 모델 목록

## 가
- 사라 그뤼발트

## 나
- 브리기테 닐센

## 다
- 달라 딜러블리

## 라
- 라크벨 라스테니
- 리 라스무센
- 에마 레트
- 마샤 룬

## 마
- 이비 마키에 노크

## 바
- 율리 베르텔센
- 바비
- 나댜 베네르
- 프레야 베하
- 카롤리네 브라슈 닐센

## 사
- 델리아 셰퍼드
- 카타리나 스벤손
- 요세피네 스크리베르

## 아
- 니나 아그달
- 메이 안데르센
- 헤이디 알베르트센
- 귈리 앤드리
- 말레네 에스펜센
- 보딜 옌센

## 자
- 바바라 자틀레르

## 카
- 린세 케슬레르
- 스테파니 코르넬리우센
- 누카카 코스테르발다우
- 헬레나 크리스텐센

## 타
- 세실리 톰센

## 파
- 카롤리네 플레밍

## 하
- 마이켄 하우게달
- 아그네테 헤겔룬